# Bitorlás
A bitorlás a vagyon elleni bűncselekmények egyike, amelyet Magyarországon a 2012. évi C. törvény (Büntető Törvénykönyv) büntetni rendel.

## A korábbi Btk-ban
Az 1978. évi IV. törvény 329. §-ának  (1) bekezdése szerint: Aki

a) más szellemi alkotását sajátjaként tünteti fel, és ezzel a jogosultnak vagyoni hátrányt okoz,

b) gazdálkodó szervezetnél betöltött munkakörével, tisztségével, tagságával visszaélve más szellemi alkotásának hasznosítását vagy az alkotáshoz fűződő jogok érvényesítését attól teszi függővé, hogy annak díjából, illetve az abból származó haszonból vagy nyereségből részesítsék, illetve jogosultként tüntessék fel,
 bűntettet követ el, és három évig terjedő szabadságvesztéssel büntetendő.
E rendelkezés alkalmazásában szellemi alkotásnak minősül: az irodalmi, tudományos és művészeti alkotás, a találmány, a
növényfajta, a használati minta, a formatervezési minta és a mikroelektronikai félvezető termék topográfiája.

## Fogalma a hatályos Btk-ban
A hatályos 2012. évi C. törvény 384. §-a szerint
Aki
- a) más szellemi alkotását sajátjaként tünteti fel, és ezzel a jogosultnak vagyoni hátrányt okoz,
- b) gazdálkodó szervezetnél betöltött munkakörével, tisztségével, tagságával visszaélve más szellemi alkotásának hasznosítását vagy az alkotáshoz fűződő jogok érvényesítését attól teszi függővé, hogy annak díjából, illetve az abból származó haszonból vagy nyereségből részesítsék, illetve jogosultként tüntessék fel,

bűntett miatt három évig terjedő szabadságvesztéssel büntetendő.
A Btk. 384. § alkalmazásában szellemi alkotás:
- a) a szerzői jogi védelem alá tartozó irodalmi, tudományos vagy művészeti alkotás,
- b) a szabadalmazható találmány,
- c) az oltalmazható növényfajta,
- d) az oltalmazható használati minta,
- e) az oltalmazható formatervezési minta,
- f) a mikroelektronikai félvezető termék oltalmazható topográfiája.[3]